# Yaritza Abel
Yaritza Abel, née le 26 août 1983, est une judokate cubaine évoluant dans la catégorie des moins de 63 kg (poids mi-moyens).

## Palmarès

### Palmarès international
| Année | Compétition           | Lieu  | Résultat | Catégorie      |
| ----- | --------------------- | ----- | -------- | -------------- |
| 2010  | Championnats du monde | Tokyo | 3e       | Moins de 63 kg |